# Tinthia beijingana
Tinthia beijingana är en fjärilsart som beskrevs av Yang 1977. Tinthia beijingana ingår i släktet Tinthia och familjen glasvingar. Inga underarter finns listade i Catalogue of Life.